# Kurt Helle-Haeusler
Kurt Helle-Haeusler (* 12. September 1894 in Blankenburg (Harz); † 23. März 1965 in Braunschweig) war ein deutscher Politiker (DP) und Abgeordneter des Niedersächsischen Landtages.

## Leben
Kurt Helle-Haeusler erlangte das Abitur an der Gauss-Schule Braunschweig. Im Ersten Weltkrieg war er von 1914 bis 1918 Reserveoffizier und bis 1920 im Grenzschutz Ost. Danach durchlief er eine Ausbildung als Industriekaufmann und wurde im Jahr 1939 Teilhaber des Turnhallenausstatters Firma v. Dolffs & Helle in Braunschweig. Die Gestapo verfolgte ihn in den Jahren 1933 bis 1945.
Seit 1945 war Helle-Haeusler wirtschaftspolitisch tätig, ab 1948 als Ratsherr. Er war stellvertretender Landesvorsitzender der DP in Niedersachsen und kandidierte mehrfach im Wahlkreis 50 sowie auf der Landesliste Niedersachsen (für die DP 1949: 22. von 28 Kandidaten; 1957: 29. von 34 Kandidaten, für die GDP 1961: 17. von 32 Kandidaten) zum Deutschen Bundestag. Kurt Helle-Haeusler wurde nach Neuverrechnung des Wahlergebnisses vom 17. April 1953 bis 5. Mai 1955 Mitglied des Niedersächsischen Landtages (2. Wahlperiode) und war Mitglied der Bundesversammlung 1954. Durch die Vereinigung von DP und GB/BHE kam er zur Gesamtdeutschen Partei, wechselte aber – nachdem diese bei der Landtagswahl 1963 an 5 %-Hürde gescheitert war – in die CDU.
Er war Vorsitzender des Allgemeinen Arbeitgeber-Verbandes und des Landesverbandes Braunschweig des Verbandes der Metallindustriellen Niedersachsens. Er war Vizepräsident der Industrie- und Handelskammer und Handelsrichter beim Landgericht.